# Pterolophia lepida
Pterolophia lepida là một loài bọ cánh cứng trong họ Cerambycidae.